# Temporada 1991-92 de los Phoenix Suns
La temporada 1991-92 fue la vigesimocuarta de los Phoenix Suns en la NBA. La temporada regular acabó con 53 victorias y 29 derrotas, ocupando el cuarto puesto de la Conferencia Oeste, clasificándose para los playoffs en los que cayeron en semifinales de conferencia ante Portland Trail Blazers.

## Elecciones en elDraft
| Ronda | Puesto | Jugador        | Posición | Nacionalidad   | Universidad/Club |
| ----- | ------ | -------------- | -------- | -------------- | ---------------- |
| 2     | 32     | Chad Gallagher | Pívot    | Estados Unidos | Creighton        |
| 2     | 46     | Richard Dumas  | Alero    | Estados Unidos | Oklahoma State   |
| 2     | 50     | Joey Wright    | Base     | Estados Unidos | Texas            |

## Temporada regular
| División Pacífico        | División Pacífico | División Pacífico | División Pacífico | División Pacífico | División Pacífico | División Pacífico | División Pacífico | División Pacífico |
| Equipo                   | G                 | P                 | %                 | PD                | Casa              | Fuera             | Div               |                   |
| ------------------------ | ----------------- | ----------------- | ----------------- | ----------------- | ----------------- | ----------------- | ----------------- | ----------------- |
| y-Portland Trail Blazers | 57                | 25                | .695              | —                 | 33–8              | 24–17             | 21–9              |                   |
| x-Golden State Warriors  | 55                | 27                | .671              | 2                 | 31–10             | 24–17             | 19–11             |                   |
| x-Phoenix Suns           | 53                | 29                | .646              | 4                 | 36–5              | 17–24             | 17–13             |                   |
| x-Seattle SuperSonics    | 47                | 35                | .573              | 10                | 28–13             | 19–22             | 16–14             |                   |
| x-Los Angeles Clippers   | 45                | 37                | .549              | 12                | 29–12             | 16–25             | 13–17             |                   |
| x-Los Angeles Lakers     | 43                | 39                | .524              | 14                | 24–17             | 19–22             | 13–17             |                   |
| Sacramento Kings         | 29                | 53                | .354              | 28                | 21–20             | 8–33              | 6–24              |                   |

## Playoffs

### Primera ronda
Phoenix Suns vs. San Antonio Spurs 
| Fecha       | Partido                                 | Ciudad      |
| ----------- | --------------------------------------- | ----------- |
| 24 de abril | Phoenix Suns 117, San Antonio Spurs 111 | Phoenix     |
| 26 de abril | Phoenix Suns 119, San Antonio Spurs 107 | Phoenix     |
| 29 de abril | San Antonio Spurs 92, Phoenix Suns 101  | San Antonio |
|             | Phoenix Suns gana las series 3-0        |             |

### Semifinales de Conferencia
Portland Trail Blazers vs. Phoenix Suns 
| Fecha      | Partido                                      | Ciudad   |
| ---------- | -------------------------------------------- | -------- |
| 5 de mayo  | Portland Trail Blazers 113, Phoenix Suns 111 | Portland |
| 7 de mayo  | Portland Trail Blazers 126, Phoenix Suns 119 | Portland |
| 9 de mayo  | Phoenix Suns 124, Portland Trail Blazers 117 | Phoenix  |
| 11 de mayo | Phoenix Suns 151, Portland Trail Blazers 153 | Phoenix  |
| 14 de mayo | Portland Trail Blazers 118, Phoenix Suns 106 | Portland |
|            | Portland Trail Blazers gana las series 4-1   |          |

## Estadísticas

### Temporada regular
| Rk | Jugador         | Edad | P  | PT | MP   | TC  | TCI  | %TC  | T3  | T3I | %T3  | TL  | TLI | %TL  | RO  | RD  | RT  | AS   | RB  | TAP | BP  | FP  | PTS  |
| -- | --------------- | ---- | -- | -- | ---- | --- | ---- | ---- | --- | --- | ---- | --- | --- | ---- | --- | --- | --- | ---- | --- | --- | --- | --- | ---- |
| 1  | Jeff Hornacek   | 28   | 81 | 81 | 38.0 | 7.8 | 15.3 | .512 | 1.0 | 2.3 | .439 | 3.4 | 3.9 | .886 | 1.3 | 3.7 | 5.0 | 5.1  | 2.0 | 0.4 | 2.1 | 2.7 | 20.1 |
| 2  | Kevin Johnson   | 25   | 78 | 78 | 37.2 | 6.9 | 14.4 | .479 | 0.1 | 0.6 | .217 | 5.7 | 7.1 | .807 | 0.8 | 3.0 | 3.7 | 10.7 | 1.5 | 0.3 | 3.5 | 2.3 | 19.7 |
| 3  | Dan Majerle     | 26   | 82 | 15 | 34.8 | 6.7 | 14.1 | .478 | 1.1 | 2.8 | .382 | 2.8 | 3.7 | .756 | 1.8 | 4.1 | 5.9 | 3.3  | 1.6 | 0.5 | 1.2 | 1.9 | 17.3 |
| 4  | Tim Perry       | 26   | 80 | 69 | 31.0 | 5.2 | 9.9  | .523 | 0.0 | 0.1 | .375 | 1.9 | 2.7 | .712 | 2.6 | 4.3 | 6.9 | 1.7  | 0.6 | 1.5 | 1.8 | 3.0 | 12.3 |
| 5  | Tom Chambers    | 32   | 69 | 66 | 28.2 | 6.2 | 14.3 | .431 | 0.3 | 0.7 | .367 | 3.7 | 4.5 | .830 | 1.2 | 4.6 | 5.8 | 2.1  | 0.8 | 0.5 | 1.5 | 2.8 | 16.3 |
| 6  | Andrew Lang     | 25   | 81 | 71 | 24.3 | 3.1 | 5.9  | .522 | 0.0 | 0.0 | .000 | 1.6 | 2.0 | .768 | 2.1 | 4.6 | 6.7 | 0.5  | 0.6 | 2.5 | 1.1 | 3.8 | 7.7  |
| 7  | Mark West       | 31   | 82 | 11 | 17.5 | 2.4 | 3.8  | .632 | 0.0 | 0.0 |      | 1.3 | 2.1 | .637 | 1.6 | 2.9 | 4.5 | 0.3  | 0.2 | 1.0 | 1.0 | 2.9 | 6.1  |
| 8  | Negele Knight   | 24   | 42 | 1  | 15.0 | 2.5 | 5.2  | .475 | 0.1 | 0.3 | .308 | 0.8 | 1.1 | .688 | 0.4 | 0.7 | 1.1 | 2.7  | 0.6 | 0.1 | 1.4 | 1.4 | 5.8  |
| 9  | Kurt Rambis     | 33   | 28 | 5  | 13.6 | 1.4 | 2.9  | .463 | 0.0 | 0.0 |      | 0.5 | 0.6 | .778 | 0.8 | 3.0 | 3.8 | 1.3  | 0.4 | 0.5 | 0.9 | 1.6 | 3.2  |
| 10 | Steve Burtt     | 29   | 31 | 2  | 11.5 | 2.4 | 5.2  | .463 | 0.0 | 0.2 | .167 | 1.2 | 1.7 | .704 | 0.3 | 0.8 | 1.1 | 1.9  | 0.5 | 0.1 | 1.1 | 1.9 | 6.0  |
| 11 | Cedric Ceballos | 22   | 64 | 4  | 11.3 | 2.8 | 5.7  | .482 | 0.0 | 0.1 | .167 | 1.7 | 2.3 | .736 | 0.9 | 1.4 | 2.4 | 0.8  | 0.3 | 0.2 | 1.1 | 0.8 | 7.2  |
| 12 | Jerrod Mustaf   | 22   | 52 | 3  | 10.5 | 1.8 | 3.7  | .477 | 0.0 | 0.0 |      | 0.9 | 1.4 | .690 | 0.9 | 1.9 | 2.8 | 0.9  | 0.4 | 0.3 | 1.0 | 1.1 | 4.5  |
| 13 | Ed Nealy        | 31   | 52 | 4  | 9.7  | 1.2 | 2.3  | .512 | 0.4 | 1.0 | .400 | 0.3 | 0.5 | .667 | 0.5 | 1.7 | 2.1 | 0.7  | 0.3 | 0.0 | 0.3 | 0.9 | 3.1  |

### Playoffs
| Rk | Jugador         | Edad | P | PT | MP   | TC  | TCI  | %TC  | T3  | T3I | %T3  | TL  | TLI | %TL   | RO  | RD  | RT  | AS   | RB  | TAP | BP  | FP  | PTS  |
| -- | --------------- | ---- | - | -- | ---- | --- | ---- | ---- | --- | --- | ---- | --- | --- | ----- | --- | --- | --- | ---- | --- | --- | --- | --- | ---- |
| 1  | Jeff Hornacek   | 28   | 8 | 8  | 42.9 | 7.8 | 16.0 | .484 | 1.0 | 2.1 | .471 | 3.9 | 4.3 | .912  | 1.5 | 4.9 | 6.4 | 5.3  | 1.8 | 0.3 | 2.4 | 2.9 | 20.4 |
| 2  | Kevin Johnson   | 25   | 8 | 8  | 41.9 | 7.8 | 16.0 | .484 | 0.4 | 0.8 | .500 | 7.8 | 9.0 | .861  | 1.0 | 3.1 | 4.1 | 11.6 | 1.5 | 0.3 | 3.1 | 3.0 | 23.6 |
| 3  | Dan Majerle     | 26   | 7 | 0  | 38.0 | 6.9 | 15.9 | .432 | 1.3 | 4.7 | .273 | 3.6 | 3.7 | .962  | 1.9 | 4.4 | 6.3 | 2.9  | 1.4 | 0.0 | 1.3 | 1.6 | 18.6 |
| 4  | Tom Chambers    | 32   | 7 | 0  | 27.7 | 5.6 | 12.1 | .459 | 0.6 | 1.0 | .571 | 3.9 | 4.6 | .844  | 1.1 | 3.3 | 4.4 | 2.7  | 0.3 | 0.7 | 2.1 | 3.6 | 15.6 |
| 5  | Andrew Lang     | 25   | 8 | 8  | 24.0 | 1.9 | 5.0  | .375 | 0.0 | 0.0 |      | 1.9 | 2.4 | .789  | 1.9 | 2.1 | 4.0 | 0.3  | 0.4 | 1.9 | 1.0 | 4.1 | 5.6  |
| 6  | Cedric Ceballos | 22   | 8 | 8  | 23.5 | 5.5 | 10.0 | .550 | 0.0 | 0.0 |      | 2.5 | 3.8 | .667  | 2.5 | 3.9 | 6.4 | 1.5  | 0.8 | 0.8 | 1.4 | 1.8 | 13.5 |
| 7  | Tim Perry       | 26   | 8 | 8  | 23.1 | 4.8 | 7.9  | .603 | 0.0 | 0.0 |      | 2.9 | 4.0 | .719  | 1.5 | 3.4 | 4.9 | 1.4  | 0.4 | 0.8 | 1.8 | 3.0 | 12.4 |
| 8  | Steve Burtt     | 29   | 8 | 0  | 13.0 | 2.0 | 4.8  | .421 | 0.0 | 0.3 | .000 | 2.3 | 2.6 | .857  | 0.4 | 1.1 | 1.5 | 1.8  | 0.6 | 0.0 | 1.0 | 2.3 | 6.3  |
| 9  | Mark West       | 31   | 8 | 0  | 12.0 | 1.8 | 2.4  | .737 | 0.0 | 0.0 |      | 0.5 | 1.0 | .500  | 1.0 | 1.1 | 2.1 | 0.3  | 0.3 | 0.5 | 0.3 | 2.6 | 4.0  |
| 10 | Ed Nealy        | 31   | 8 | 0  | 8.4  | 0.9 | 2.3  | .389 | 0.6 | 1.6 | .385 | 0.5 | 0.5 | 1.000 | 0.5 | 1.8 | 2.3 | 0.5  | 0.4 | 0.0 | 0.0 | 1.5 | 2.9  |

## Galardones y récords
| Ganador         | Galardón                                |
| Kevin Johnson   | 3.er Mejor quinteto de la NBA           |
| Dan Majerle     | All-Star                                |
| Jeff Hornacek   | All-Star                                |
| Cedric Ceballos | Campeón del Concurso de Mates de la NBA |